# Lac des Bouillouses
Le lac des Bouillouses (en catalan, Estany de la Bullosa ou de la Bollosa) est un lac artificiel d'une superficie de 149 ha des Pyrénées, en Haut-Conflent, dans les Pyrénées-Orientales.

## Toponymie
Le mot catalan bollosa est probablement l'adjectif fabriqué bullosa dérivant de bullir et qui signifie « qui fait des bulles »,.
En effet, le lac des Bouillouses occupe la partie marécageuse appelée la Grande Bouillouse ou la Bouillouse sur certaines cartes anciennes. La Petite Bouillouse existe toujours, sur la Têt, à 200 m en aval du barrage, appelée Bolloseta sur les cartes IGN dans l'édition 2010. En 1896, Emmanuel Brousse mentionne la Bouillouse et la Bouillousette, et appelle les Bouillouses l'ensemble de ces deux lieux. Il ajoute que « la Bouillousette et surtout la Bouillouse sont d'immenses réservoirs naturels dans lesquels il serait facile de retenir les eaux ».

## Géographie
Le lac des Bouillouses est situé à une altitude de 2 016 mètres dans les communes d'Angoustrine-Villeneuve-des-Escaldes (Cerdagne) et des Angles (Capcir), dans le département des Pyrénées-Orientales. C'est un lac artificiel situé à l'amont du bassin versant du fleuve la Têt, qui arrose le Conflent et le Roussillon.
Il se trouve au pied des pics Carlit et Péric.

## Faune
Le lac des Bouillouses est très réputé dans le milieu de la pêche. On y trouve notamment des truites fario communes en Europe, des ombles chevaliers et des truites arc-en-ciel. Ces dernières, originaires d'Amérique du Nord et implantées dans le lac au début du siècle, sont appréciées des pêcheurs pour leur combativité et s'y reproduisent naturellement (rare cas en Europe).

## Histoire
Le 31 août 1900, l'enclave espagnole de Llivia acquit une partie importante de la partie méridionale du massif du Carlit bordant l'ouest du lac. Depuis, elle sert d'espace de transhumance et de base forestière à la commune espagnole qui y organise tous les ans une « Fête de la transhumance » à la fin du mois de mai.

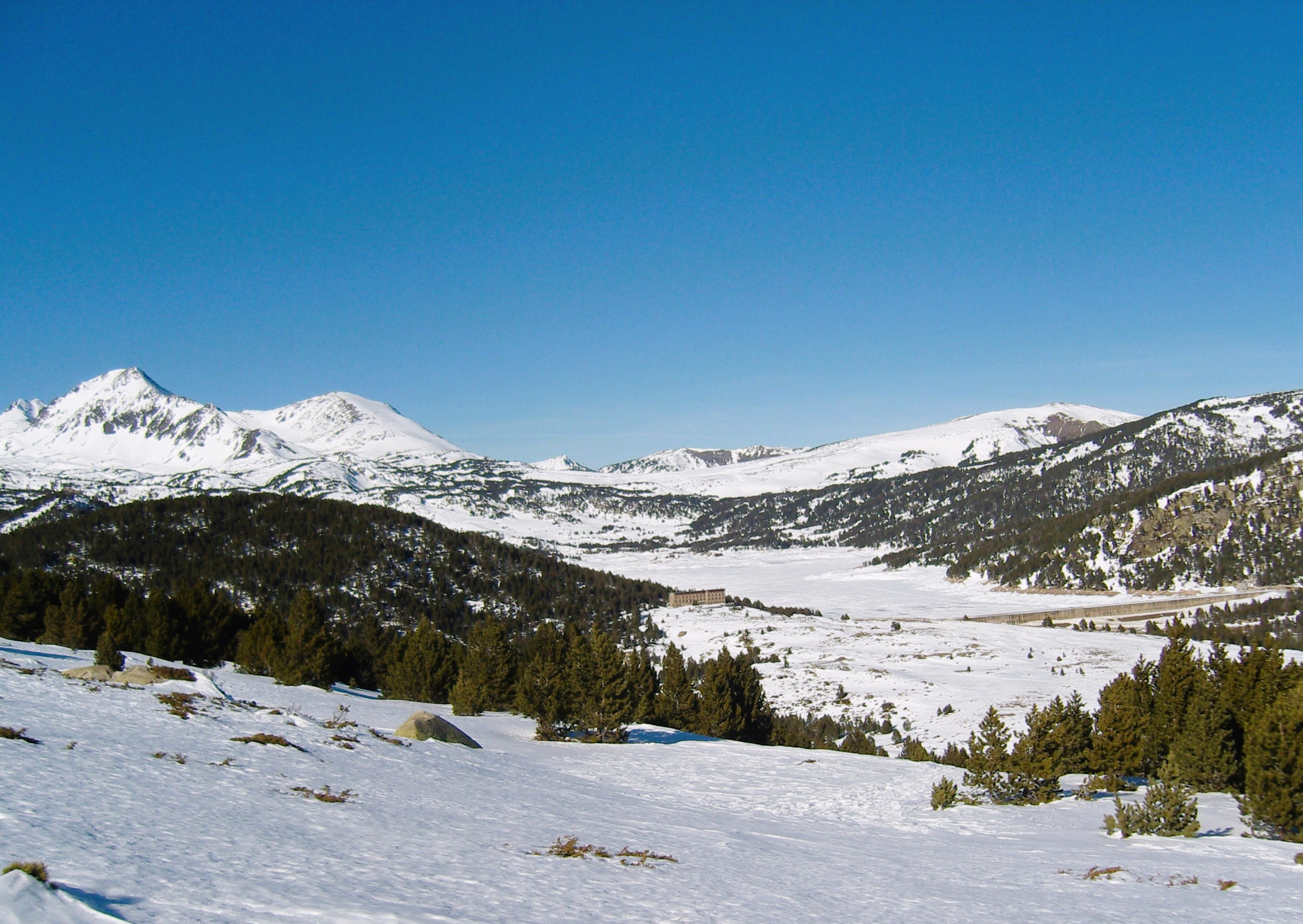
Le barrage et le lac des Bouillouses. Puig Peric (2810m) au fond à gauche.

Il s'agit d'un lac artificiel dont le barrage-poids en maçonnerie a été construit entre 1903 et 1910, dans une zone marécageuse du fleuve la Têt appelée la Grande Bouillouse. Cela a constitué un chantier colossal, jusqu'à 5 000 personnes ont participé à la construction du barrage, de la voie de chemin de fer - avec ses tunnels, ponts et viaducs (650 ouvrages) ainsi que des logements pour les travailleurs et leurs familles. L'aménagement de ce lac visait à réguler le débit de la Têt et à fournir de l'électricité pour le fonctionnement du Train Jaune, grâce à plusieurs centrales hydroélectriques, gérées par la SHEM (Société hydroélectrique du Midi) et réparties le long du fleuve, dont la première est située quelques kilomètres en aval du barrage des Bouillouses et alimentée par une conduite forcée. La puissance installée est 50,9 MW et la puissance annuelle représente 175,7 GW.
Le lac des Bouillouses et ses abords sont un site naturel classé depuis le 24 juin 1976, au titre de la loi du 2 mai 1930.
Le lac a une capacité de 19 000 000 m3 et il est annuellement plein en été, et souvent presque vide à la fin de l'hiver. Son niveau est couplé avec le lac de Vinça, situé en aval, pour servir aussi à l'irrigation de la plaine du Roussillon.
En 1994, le syndicat intercommunal d’eau de la Haute-Cerdagne, regroupant les communes de Font-Romeu-Odeillo-Via, Bolquère et Égat et la Lyonnaise des eaux, devenue Suez, ont créé une usine de production d'eau potable. Cette usine enrichit avec des minéraux l'eau provenant du lac des Bouillouses, trop acide de nature, afin de préserver les conduites. Les trois communes consomment 600 000 m3 annuellement, contre 1 000 000 m3 en 1964, dû à une meilleure surveillance et étanchéité du réseau,.
À la suite de travaux d'aménagement en 2008, une partie de son volume, 540 000 m3, sert en hiver pour alimenter les 500 canons à neige du domaine skiable de Font-Romeu Pyrénées 2000 par la compagnie Altiservice,. En mars 2024, la Cour des Comptes accuse la station de prélever trop d'eau du lac et de le « ponctionner » pour alimenter ses canons à neige, créant une controverse au vu de la situation des ressources hydriques, surtout en période de sécheresse dans le département des Pyrénées-Orientales.
C'est un site classé.

## Randonnée pédestre
C'est un haut lieu pour la randonnée pédestre dans les Pyrénées-Orientales. Différents sentiers longent les rives du lac : le GR 10, le Tour du Capcir, le Tour du Carlit et des sentiers d'initiation à la faune et la flore locales.
C'est aussi la porte d'accès vers les chapelets de lacs d'altitude du massif du Carlit et un des points de départ pour l'ascension du pic du Carlit (2 921 m).

## Culture populaire

### Filmographie
- 1943 : Tornavara, film de Jean Dréville tourné en partie au lac des Bouillouses.

## Photos

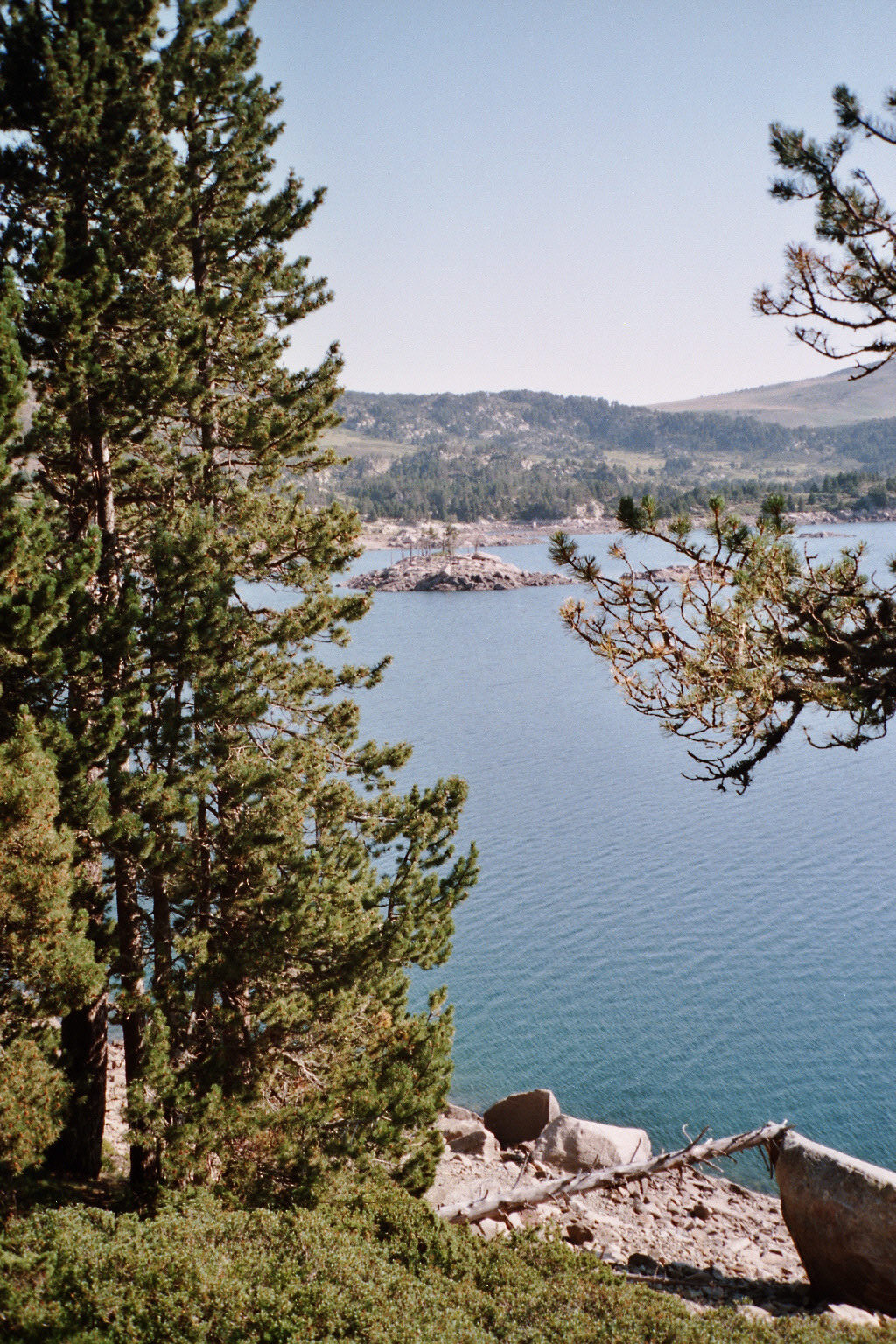
Une vue du lac des Bouillouses depuis le sentier qui le contourne.
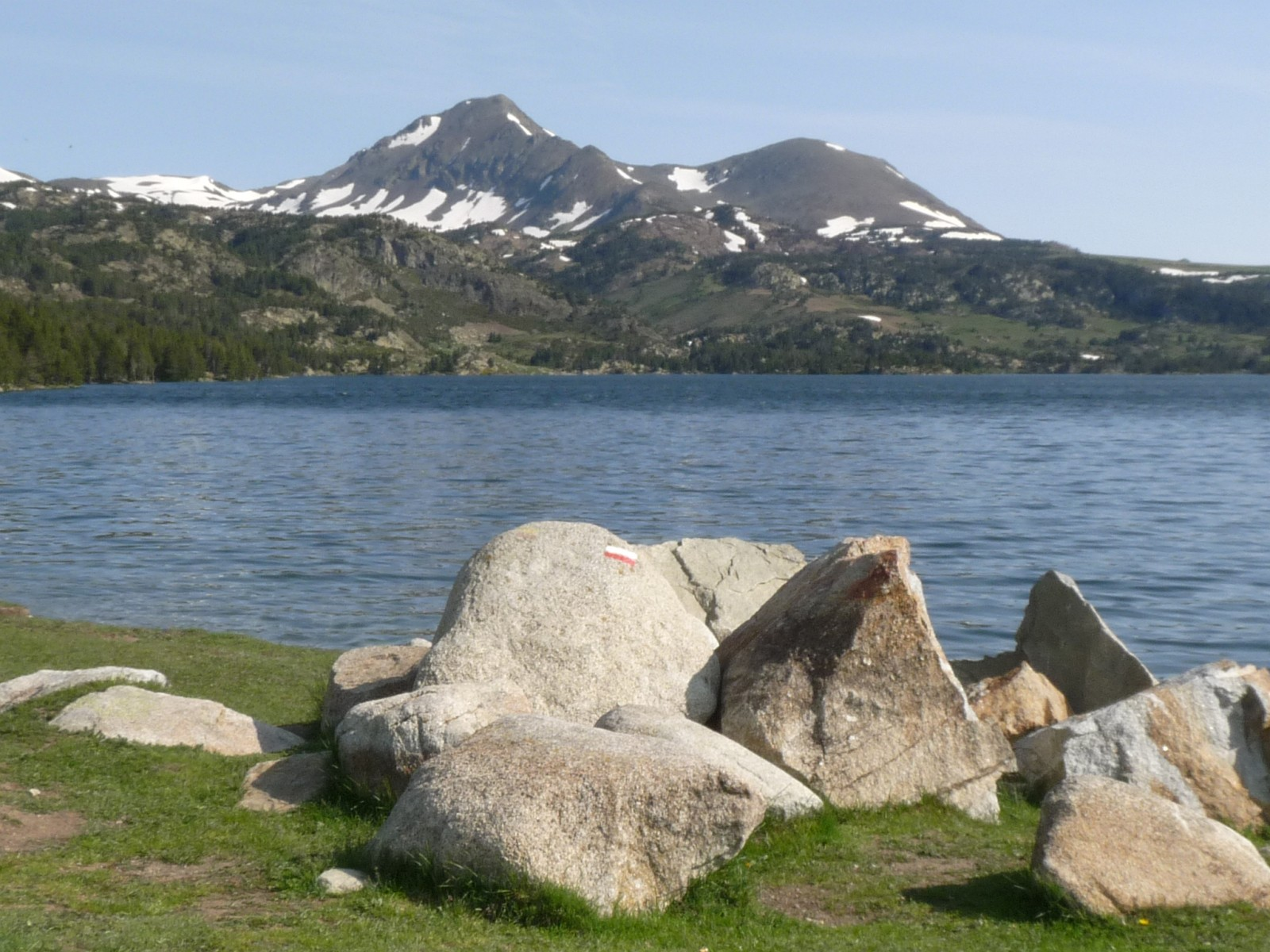
Le lac avec le GR10 et les pics Péric
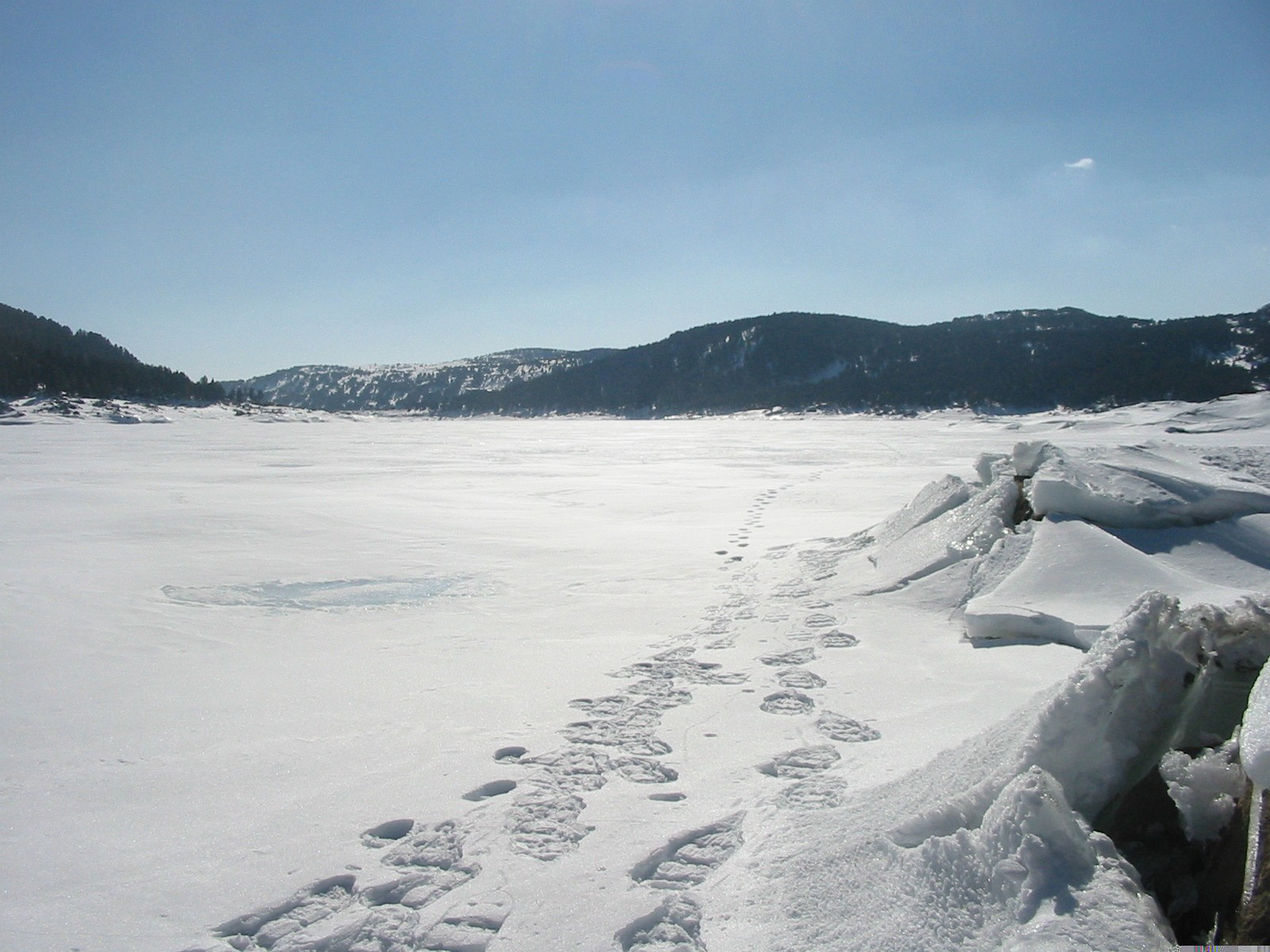
Le lac en hiver
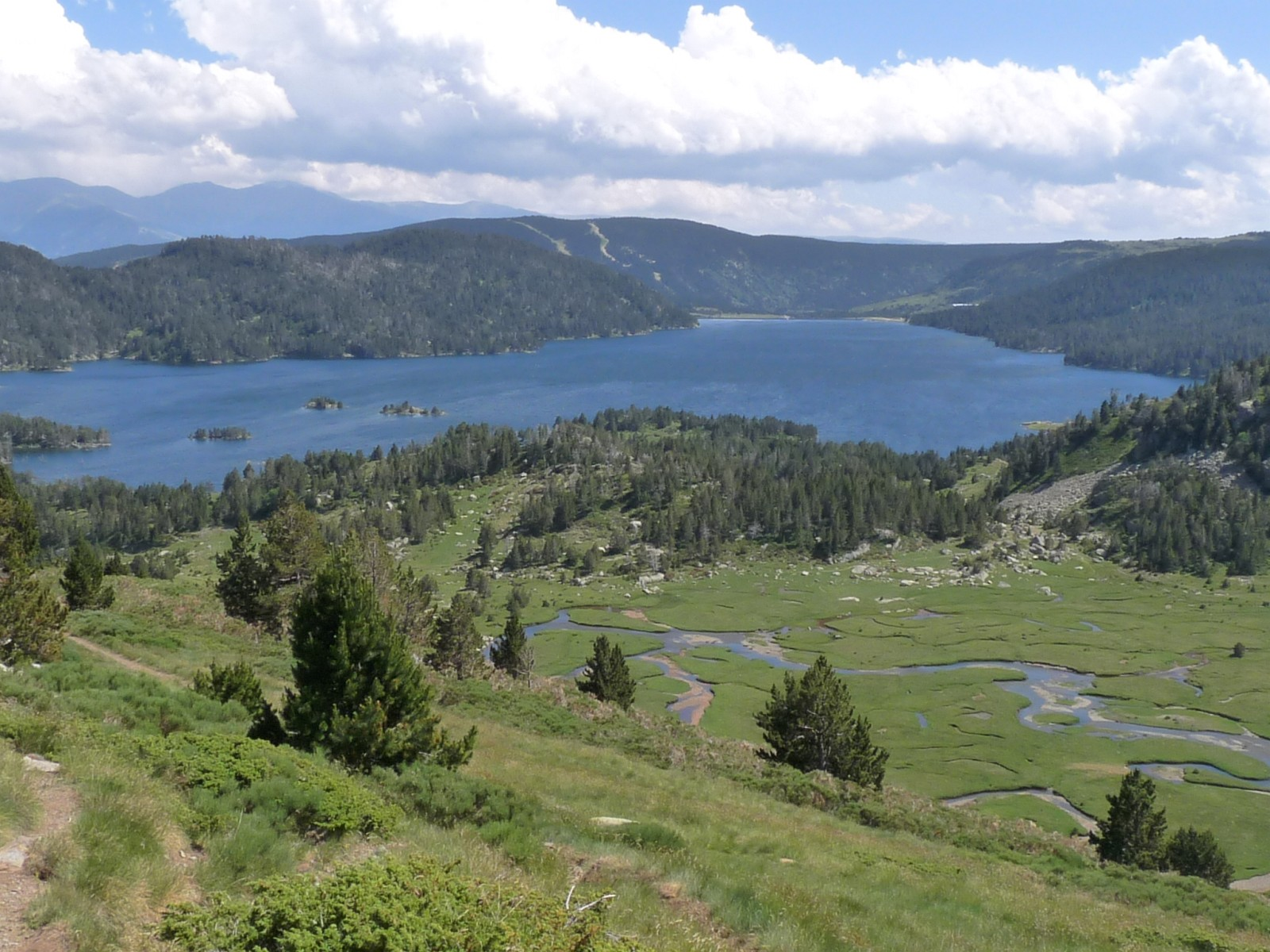
Vue générale avec la vallée de la Grave
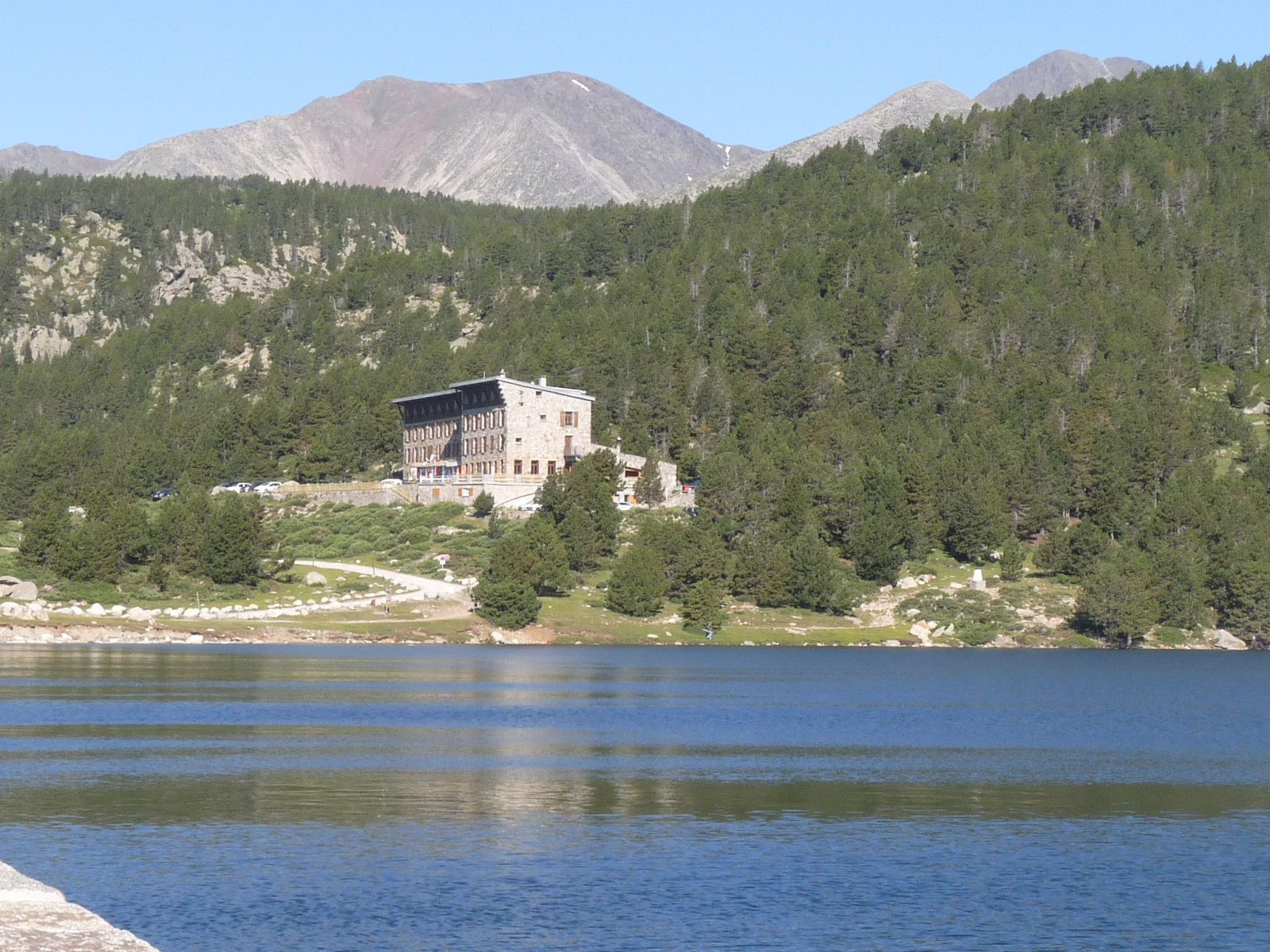
Le barrage et l'hôtel Bones Hores
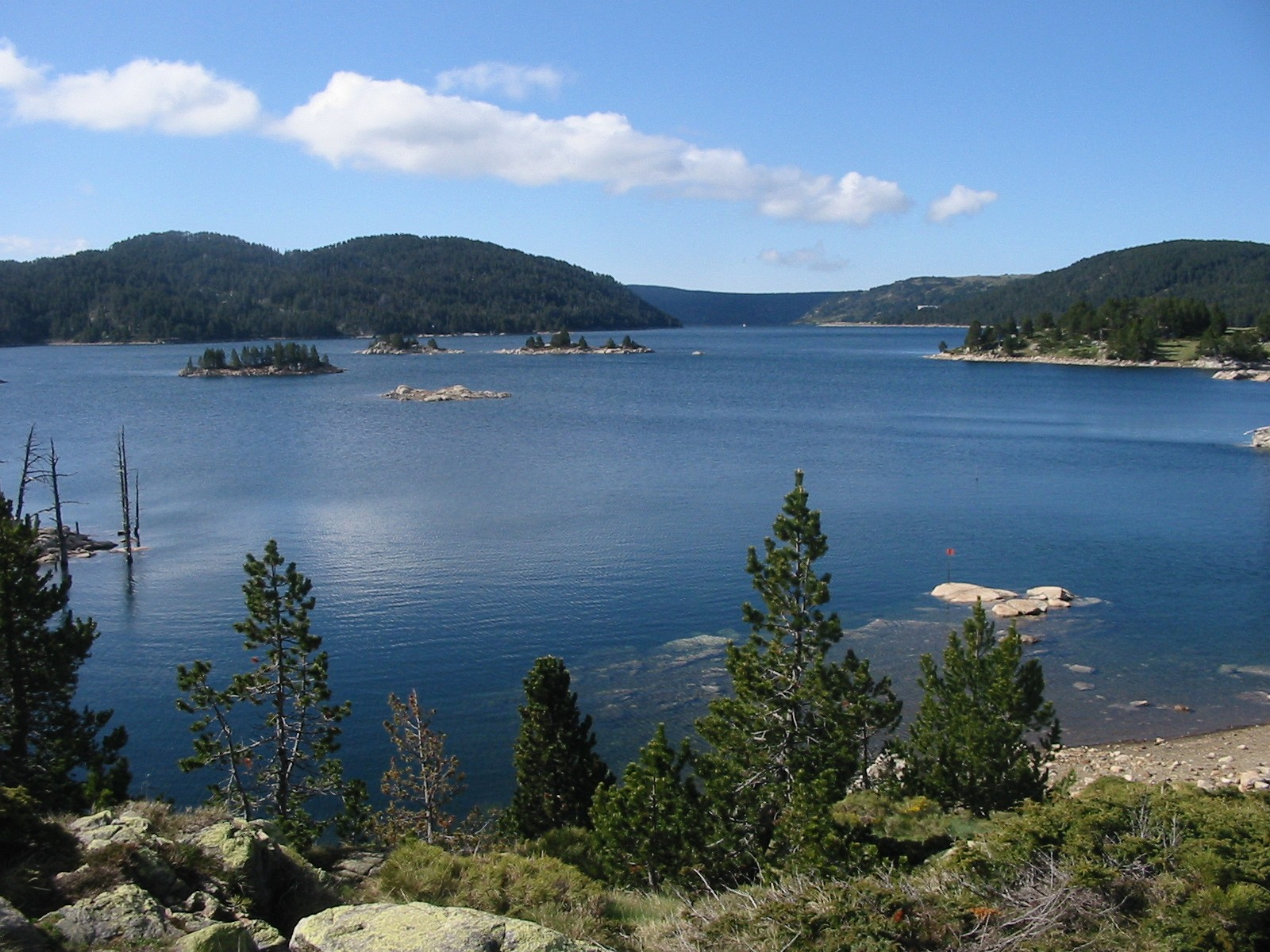
Le lac en été vu de l'amont
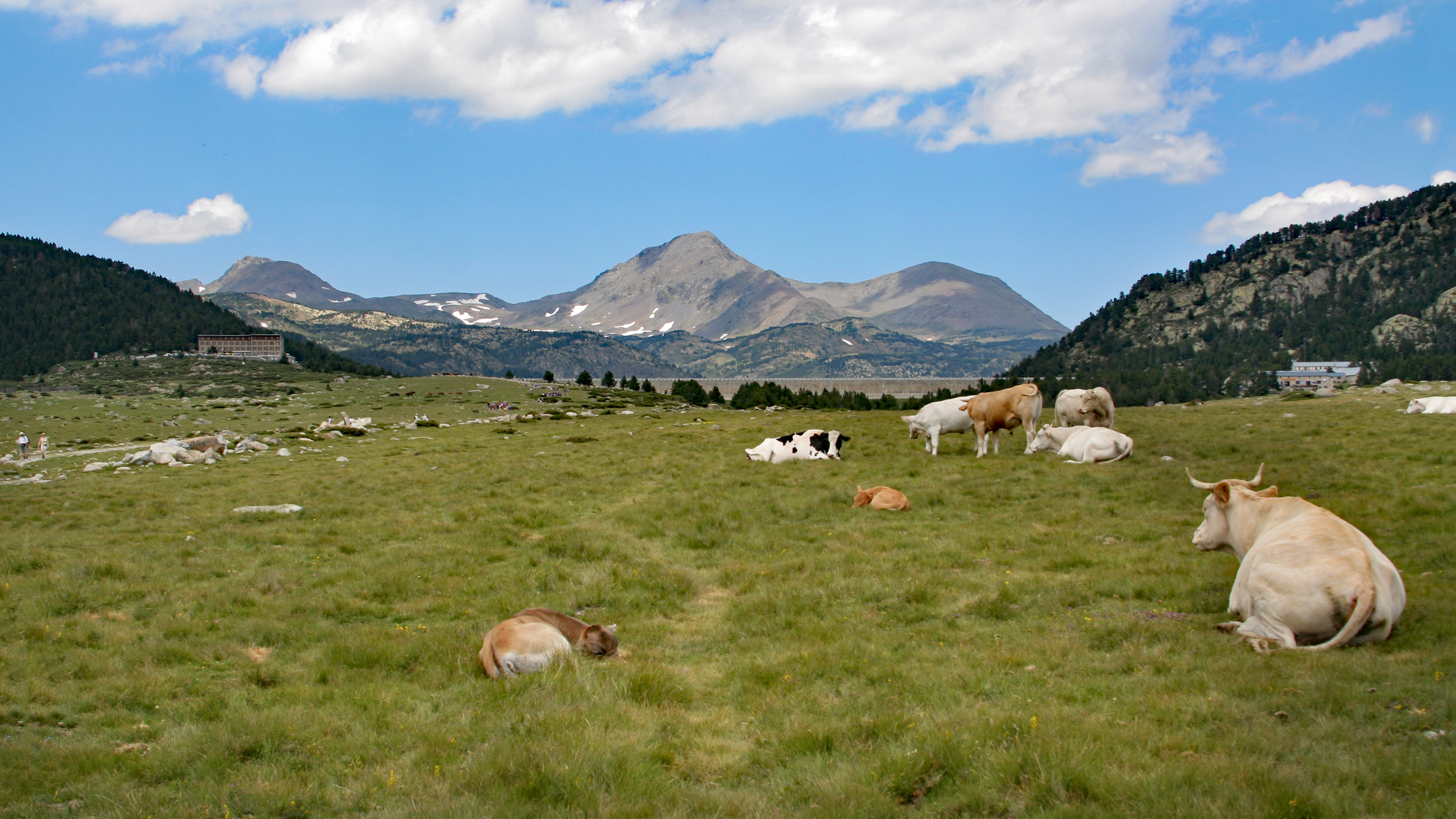
Le barrage des Bouillouses vu du Pla de Bones Hores
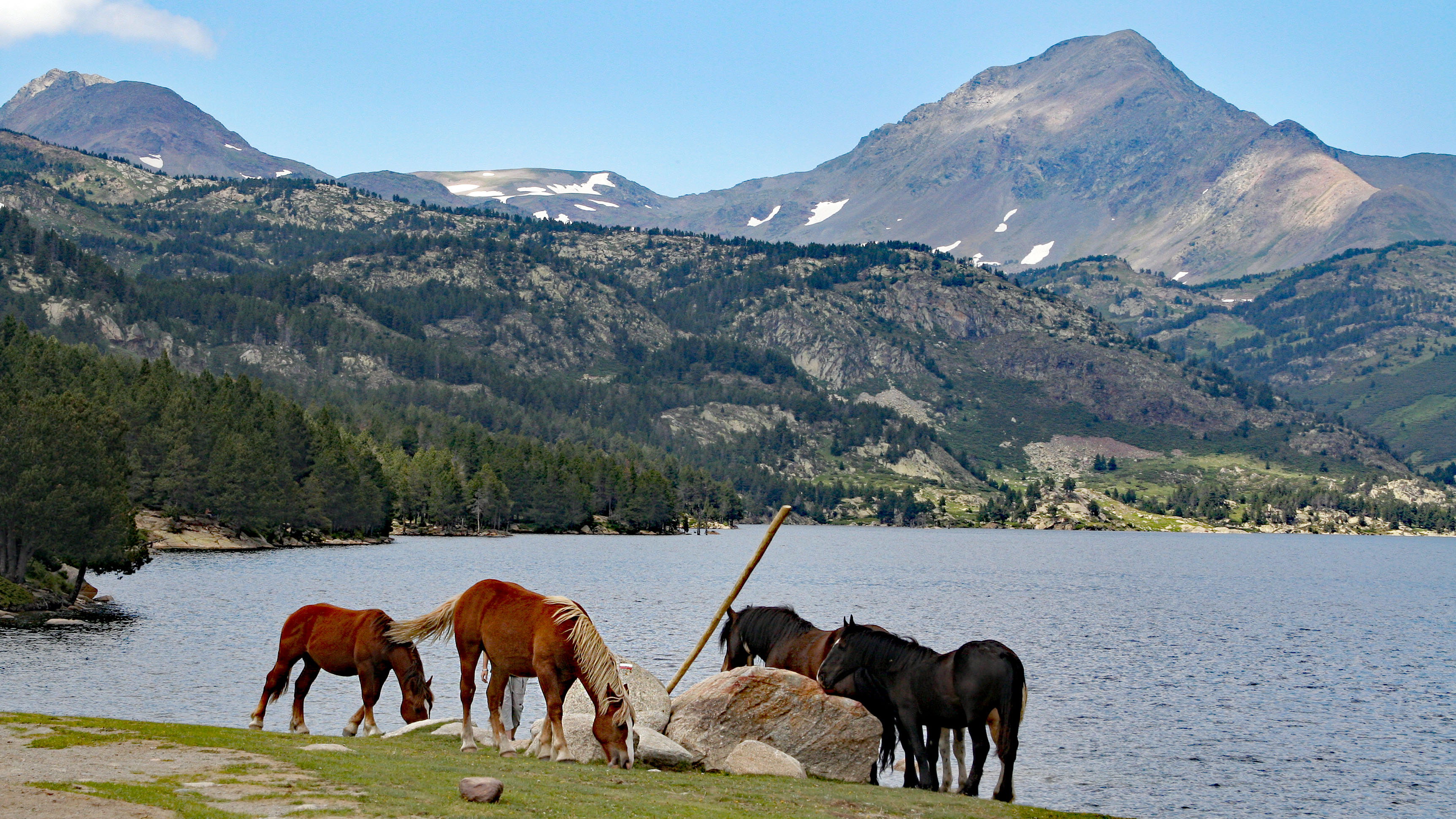
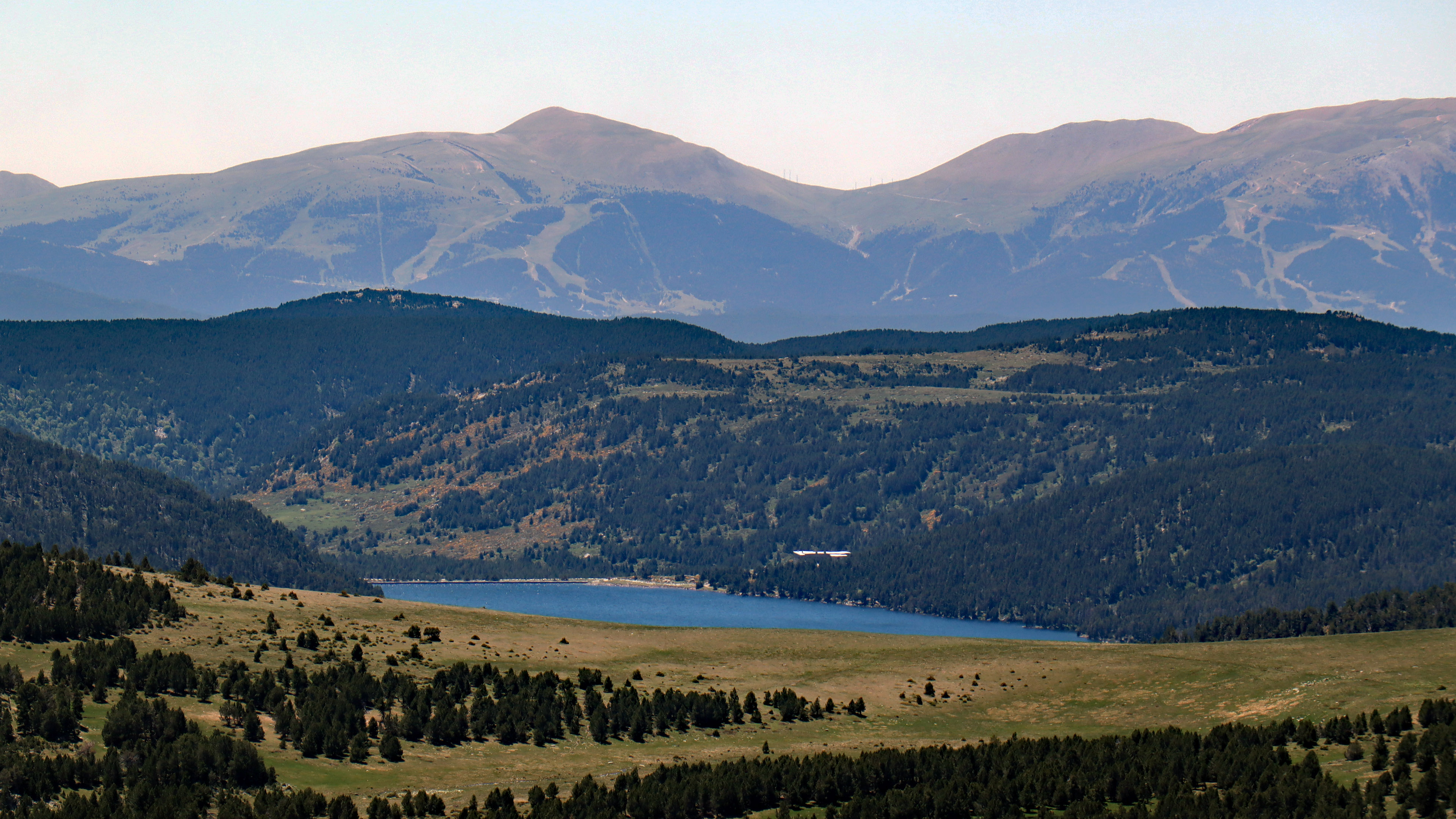
Barrage des Bouillouses vu des Camporells.